# SN 2007bs
SN 2007bs – supernowa typu IIn odkryta 8 kwietnia 2007 roku w galaktyce A080646+2224. W momencie odkrycia miała maksymalną jasność 19,80m.